# Freelancer.com
Freelancer.com es una bolsa de trabajo en línea en la que se pueden solicitar servicios de diferentes ramas, destinado a la pequeña y mediana empresa. La empresa tiene su sede en Sídney (Australia) y fue fundada en 2009 por Matt Barrie. La compañía también cuenta con oficinas en Londres, Buenos Aires, Manila y Yakarta.

## Descripción
Freelancer.com es un mercado de subcontratación, de crowdsourcing y de freelancers para las pequeñas y medianas empresas. Cobra comisiones por proyecto dependiendo de plan de membresía del usuario, y trabaja con un sistema de escrow, mediante el cual la empresa contratante deposita el dinero en Freelancer.com antes de que el freelancer comience a trabajar. Una vez finalizado el trabajo, y estando de acuerdo ambas partes, Freelancer.com libera el dinero al trabajador. 
Empresas y freelancers son calificados por su contraparte al finalizar cada trabajo, y van forjando su reputación dentro del sitio, mediante un sistema de asignación de puntos.

## Negocio
Freelancer.com ha adquirido varios mercados de subcontratación o externalización, incluyendo GetAFreelancer.com y EUFreelance.com (Suecia), LimeExchange (un antiguo negocio de Lime Labs LLC, EE. UU.), Scriptlance.com (Canadá) - uno de los pioneros en trabajo independiente -, Booking Center, Freelancer.de (Alemania), Freelancer.co.uk (Reino Unido),  Webmaster-talk.com (EE. UU.) - un foro de webmasters -,  vWorker (EE. UU.) y Nubelo (Argentina - España).
Freelancer.com clasifica a sus usuarios como empleadores o freelancers. Los empleadores son personas o empresas que desean externalizar su trabajo y los freelancers son los profesionales que, una vez que completan su perfil, se ofrecen para realizar un proyecto. Para ayudar a las empresas a decidir qué usuario seleccionar, Freelancer permite a los freelancers tomar exámenes y demostrar sus habilidades, por las cuales obtienen insignias que se muestran en sus perfiles y postulaciones.
Las principales categorías de trabajos publicados en el sitio son: 
- Páginas web, IT & Software
- Telefonía móvil y Computación
- Redacción y contenido
- Traducción e idiomas
- Diseño, medios y arquitectura
- Ingreso de datos y administración
- Ventas y marketing
- Servicios comerciales
- Ingeniería y ciencias
- Fabricación y abastecimiento de productos
- Trabajos y recursos locales

Desde comienzos de 2013, la compañía cuenta con 25 mercados locales, servicio al cliente y soporte de divisas, incluyendo los Estados Unidos (global), Reino Unido, Canadá, Australia, Filipinas, India y América Latina.

## Galardones
La empresa ha sido galardonada en concursos de empresas como Deloitte, Ernst & Young y Anthill Cool Company.